# Carl Johannes Schlenker

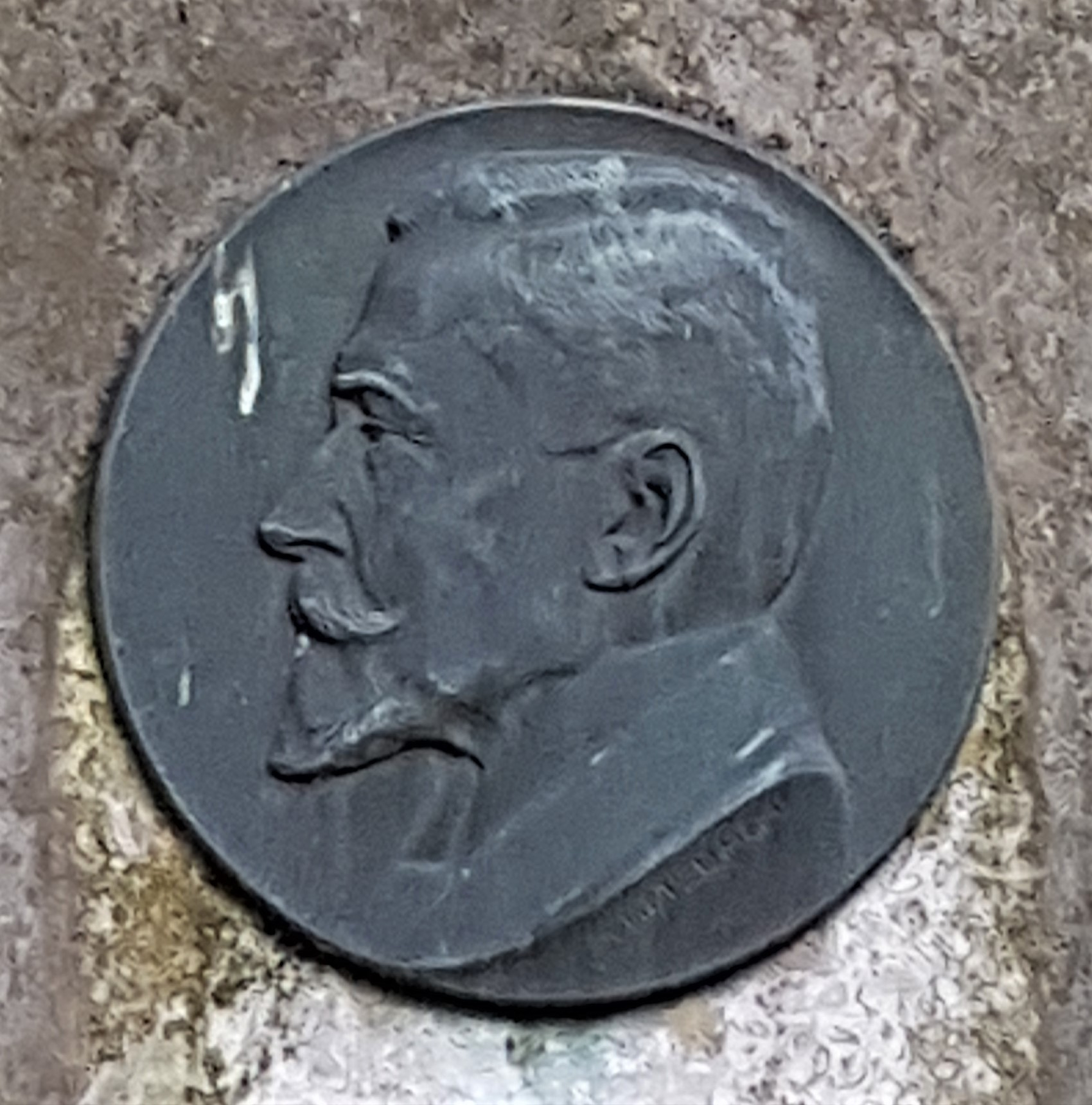
Porträtmedaillon auf dem Grabmal

Carl Johannes Schlenker (* 5. Juni 1861; † 22. Oktober 1936 in Stuttgart) war ein deutscher Uhrmacher.
Sein Großvater Johannes Schlenker (1787–1864) machte sich 1822 als Uhrmachermeister in Schwenningen selbständig. Dessen Sohn Christian Schlenker († 1885) übergab die Firma am 18. April 1883 an seinen Sohn Carl Johannes Schlenker sowie dessen Schwager Jakob Kienzle. Seitdem hieß die Firma „Schlenker & Kienzle“ (siehe Kienzle Uhren). Die inzwischen fabrikmäßig produzierten Uhren wurden durch das sogenannte Flügelrad gekennzeichnet.
Im Jahr 1897 schied Carl Johannes Schlenker aus der gemeinsamen Firma aus. 1892 wurde er in der Freimaurerloge Zu den drei Schwertern und Asträa zur grünenden Raute zum Freimaurer aufgenommen. Im November 1901 affilierte er bei der Loge Zu den 3 Cedern in Stuttgart.
Mit seiner Ehefrau Anna Maria, geb. Schuler (* 13. November 1866) hatte er zwei Töchter. Vom württembergischen Königshaus wurde er aufgrund seiner Verdienste zum Geheimen Hofrat ernannt. Seine letzte Ruhestätte fand er auf dem Waldfriedhof in Stuttgart.